# Bruno Vennin
Pour les articles homonymes, voir Vennin.
Bruno Vennin, né le 27 octobre 1936 à Nantes (Loire-Atlantique), est un homme politique français.

## Biographie
Député socialiste de la deuxième circonscription de la Loire de 1981 à 1986, élu face à Lucien Neuwirth lors de la "vague rose" entraînée par l'élection de François Mitterrand le 10 mai 1981.
Il a été conseiller général du canton de Saint-Étienne-Sud-Est-1.
Ancien élève de l'Institut d'études politiques de Paris, chercheur en économie au CNRS, ses travaux ont porté sur l’évolution des structures industrielles, notamment dans le cadre de la sous-traitance et des tissus PMI régionaux.